# Xenopsylla hirsuta
Xenopsylla hirsuta är en loppart som beskrevs av Ingram 1928. Xenopsylla hirsuta ingår i släktet Xenopsylla och familjen husloppor.

## Underarter
Arten delas in i följande underarter:
- X. h. hirsuta
- X. h. multisetosa
- X. h. placidia